# TSV Helgoland 1897
Die Tempelhofer Spielvereinigung Helgoland 1897, kurz TSV Helgoland 1897, war ein deutscher Fußballverein aus Berlin. Heimstätte war das im Volkspark Mariendorf gelegene Volksparkstadion, welches 10.000 Zuschauern Platz bietet. Im Juli 2016 fusionierten die TSV Helgoland 1897 und der Mariendorfer Sportverein 1906 zum Tempelhofer Sportverein Mariendorf 1897 Berlin.

## Verein
Die TSV Helgoland 97 wurde im Jahr 1897 in Anlehnung an den 1890 geschlossenen Helgoland-Sansibar-Vertrag unter der Bezeichnung Berliner TuFC Helgoland gegründet. Erste Heimstätten des Clubs, in dem neben Fußball auch Cricket gespielt wurde, waren das Tempelhofer Feld sowie die Sportanlage Halker Zeile. Durch den Anschluss des FC Olympia 06 Oberschöneweide im Jahr 1906, der sich jedoch ein Jahr später schon dem BTuFC Union 1892 anschloss, gehört der Verein zu den Wurzeln des 1. FC Union Berlin. 
1926 fusionierte der BTuFC (Berliner Thor- und Fußball-Club) mit der SpVgg Tempelhof 1906 zur Tempelhofer Spielvereinigung 1897 Helgoland.
Auf sportlicher Ebene agierte der Club bis 1901 in den Meisterschaften des Deutschen Fußball- und Cricket Bundes. Nach dessen Auflösung trat Helgoland 97 in den Meisterschaften des Verbandes Berliner Ballspielvereine sowie des Verbandes Brandenburgischer Ballspielvereine an, in denen der Club in den Spielzeiten 1901/02 und 1906/07 kurzzeitig in der Berliner Oberliga vertreten war. Bereits 1941 zog sich Helgoland, das im Anschluss stets unterklassig vertreten war, aus dem Spielbetrieb zurück und wurde aufgelöst.
Eine sofortige Neugründung und evtl. Teilnahme zur Berliner Stadtliga wurde 1945 nicht vollzogen, erst 1949 gründete sich der Club unter seinen historischen Namen wieder neu. In der Folgezeit trat die Spielvereinigung im West-Berliner Lokalfußball nur noch unterklassig in Erscheinung, etwaige Teilnahmen an der Amateurliga Berlin oder Regionalliga Berlin wurden nicht mehr erreicht. Letzte Spielklasse war die Bezirksliga Berlin.
Am 1. Juli 2016 fusionierte der Verein mit dem Mariendorfer SV 06 zum TSV Mariendorf 1897.

## Statistik
- Teilnahme OL Berlin: 1901/02, 1906/07